# Anabunda retortinervis
Anabunda retortinervis är en insektsart som beskrevs av Alexander Fyodorovich Emeljanov 2005. Anabunda retortinervis ingår i släktet Anabunda och familjen vedstritar. Inga underarter finns listade i Catalogue of Life.